# Gē

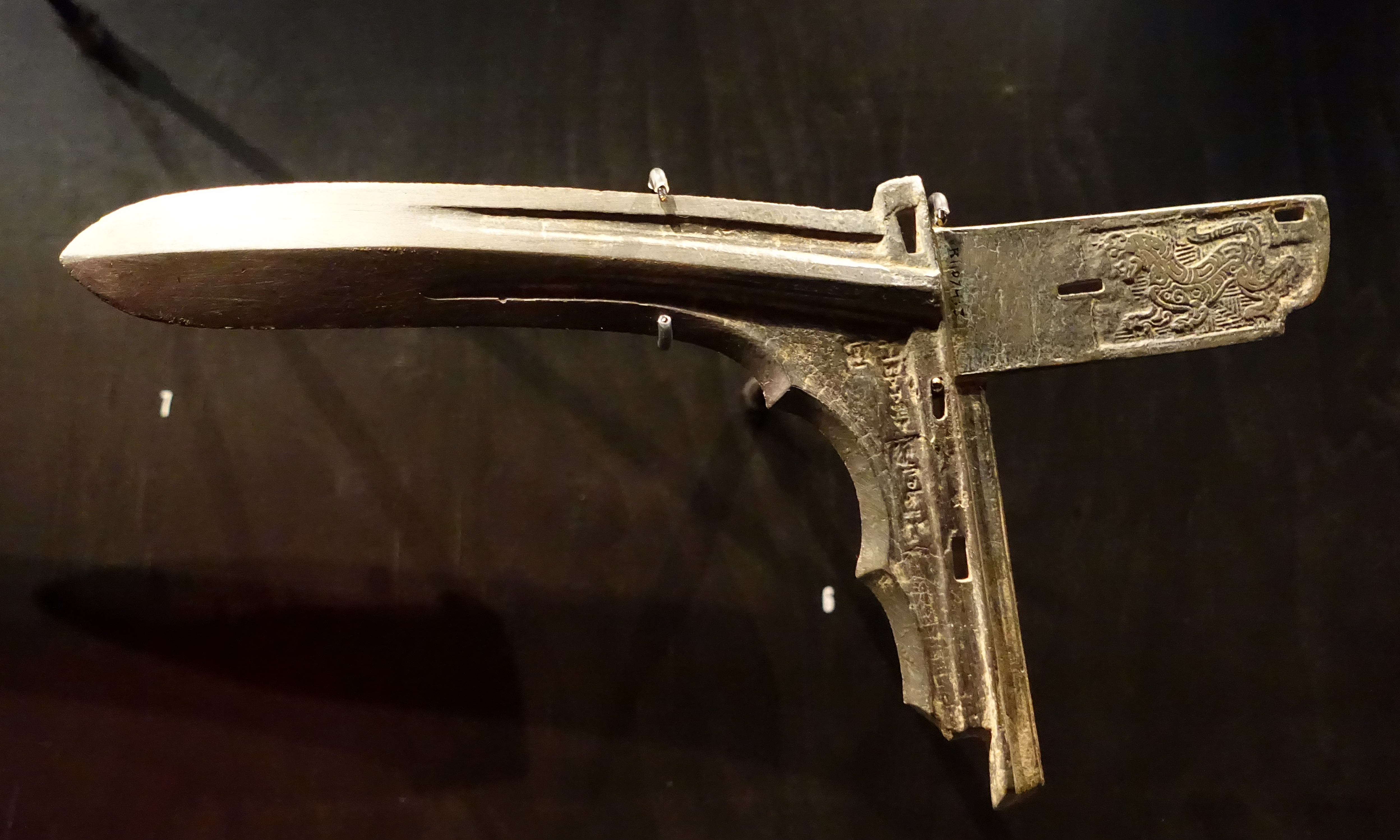
Gue con grabado de tigre de la época de los reinos combatientes (475-221 a. C. Östasiatiska museet, Estocolmo.

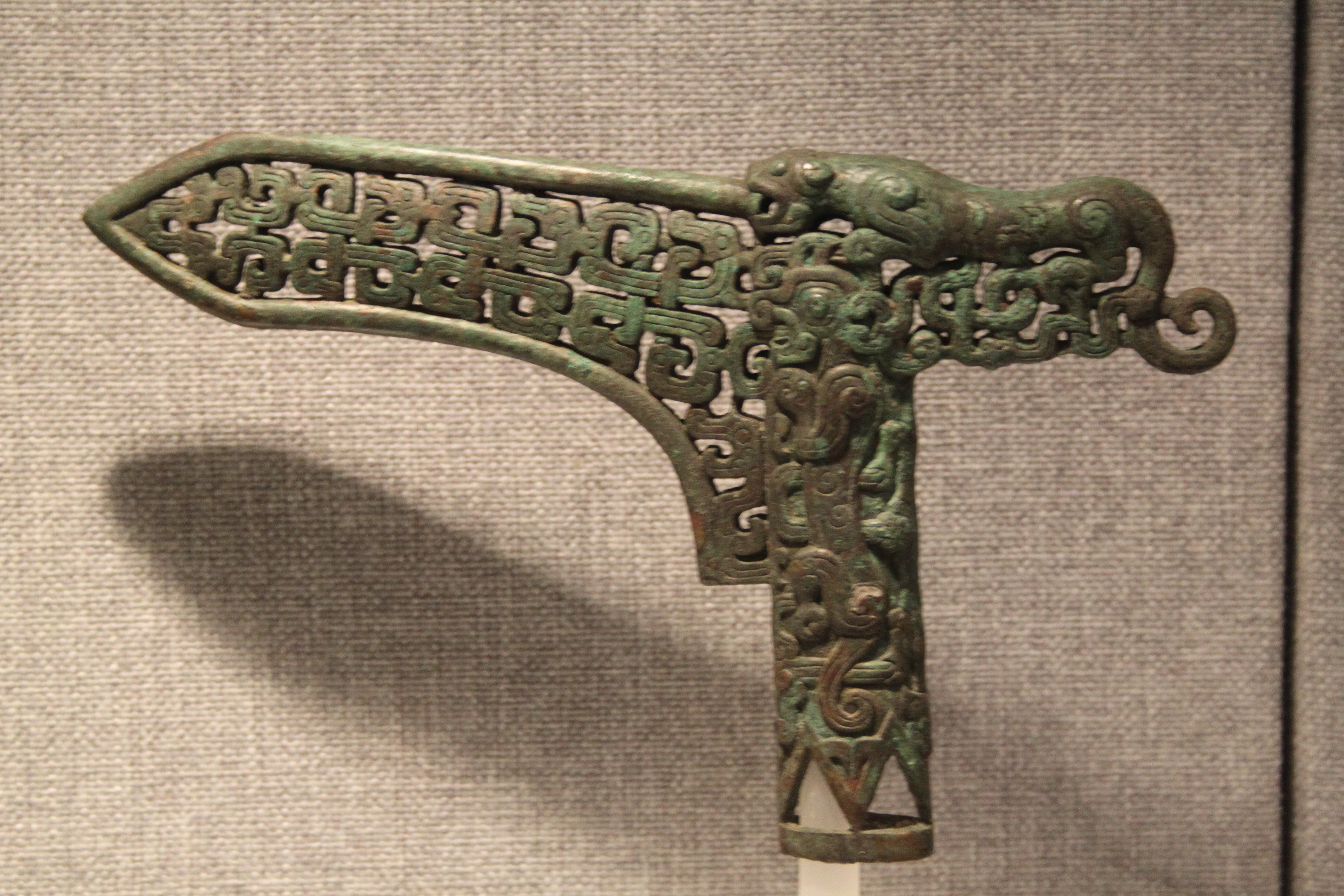
Daga-hacha de bronce. Dinastía Zhou.

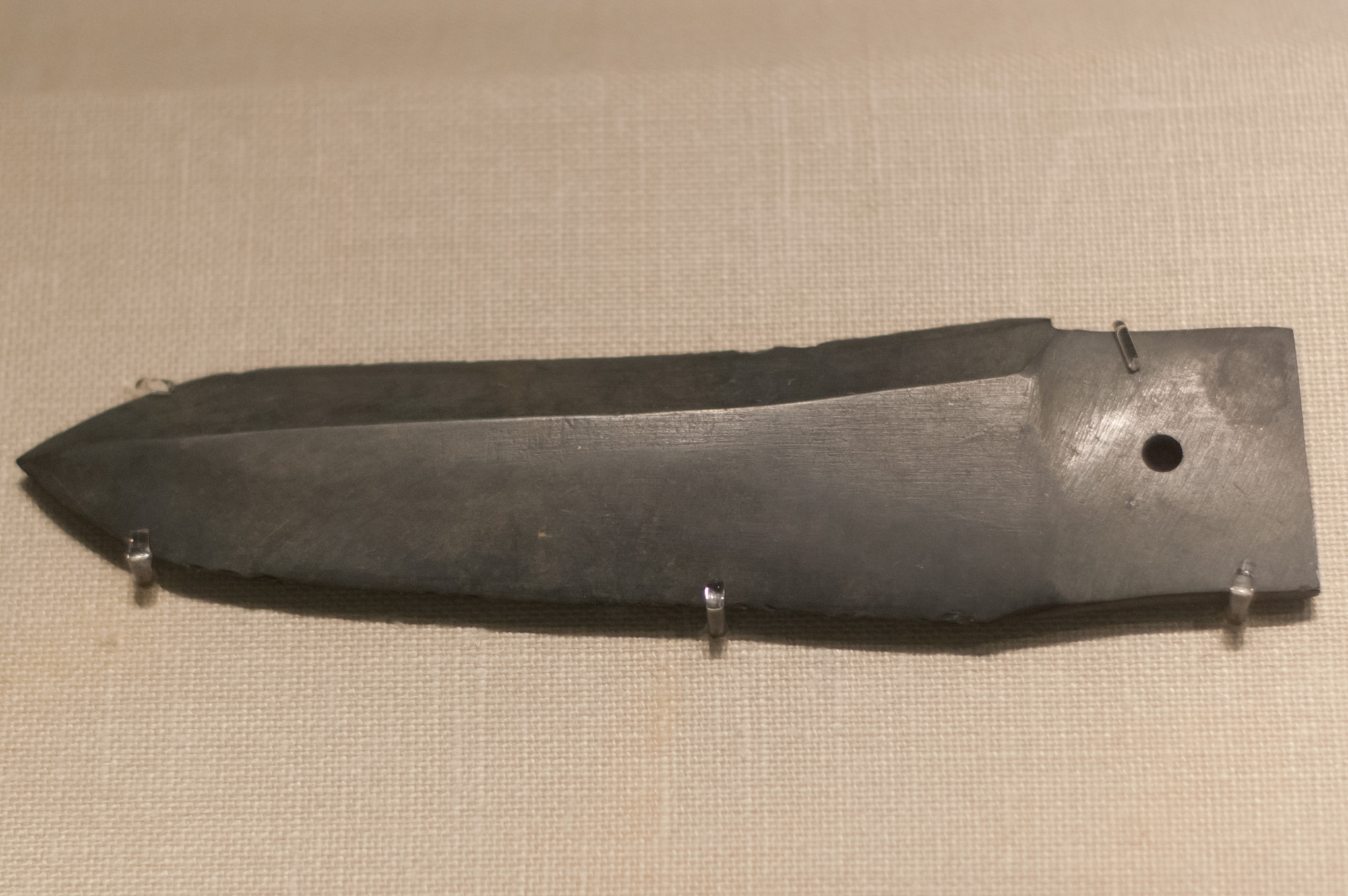
Gue de piedra. Museo de Historia de Hong Kong.

Una 'gue' (en chino: 戈; pinyin: gē), a veces traducido como 'daga-hacha', es un tipo de arma de asta usada en China desde la cultura de Erlitou (chino simplificado: 二里头文化; pinyin: èrlǐtóu wénhuà).
Tiene otros nombres en chino, como 'arma gancho' (鈎兵; pinyin: gōu bīng), 'cacareo' (雞鳴; pinyin: jī míng) o 'abrazacuellos' (擁頸; pinyin: yōng jǐng).
Consiste en una hoja de longitud y forma similar a una daga unida a un asta por su espiga de manera perpendicular. A veces la moharra presenta una extensión rectangular más corta en el lado opuesto.
Las dagas-hacha más antiguas estaban hechas de piedra, y posteriormente, durante la dinastía Shang, se fabricaron en bronce.
Existen variantes con dos o tres moharras, situadas unas encima de la otras a un lado del asta. La superior tiene la forma anteriormente descrita y las inferiores son más pequeñas y a veces tienen forma de hoz.

## Galería

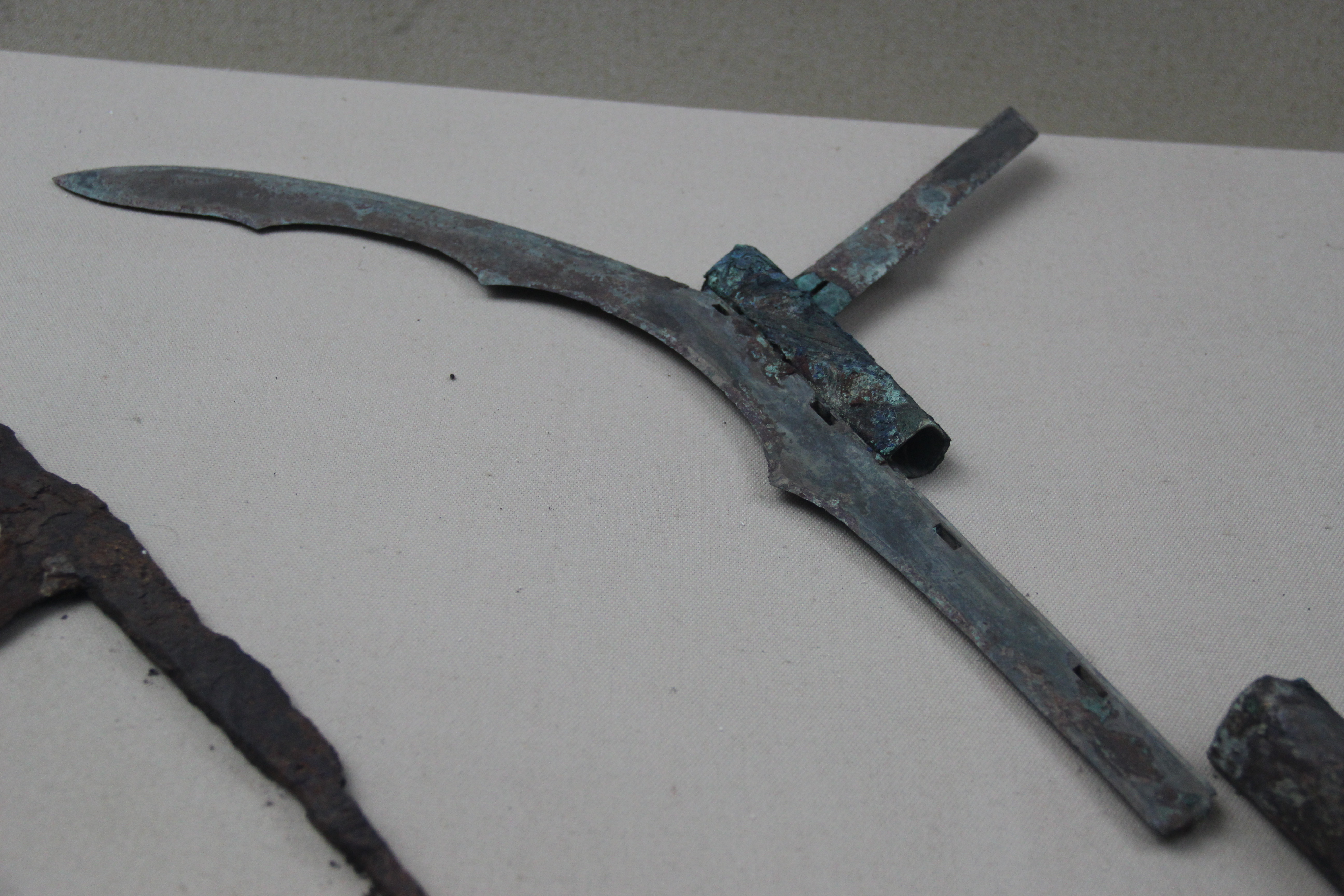
Gue masculino (llamado así por tener la hoja "erecta"). Bronce, de la tumba Han de Liu Wu  (劉戊), del reino de Chu (楚國).
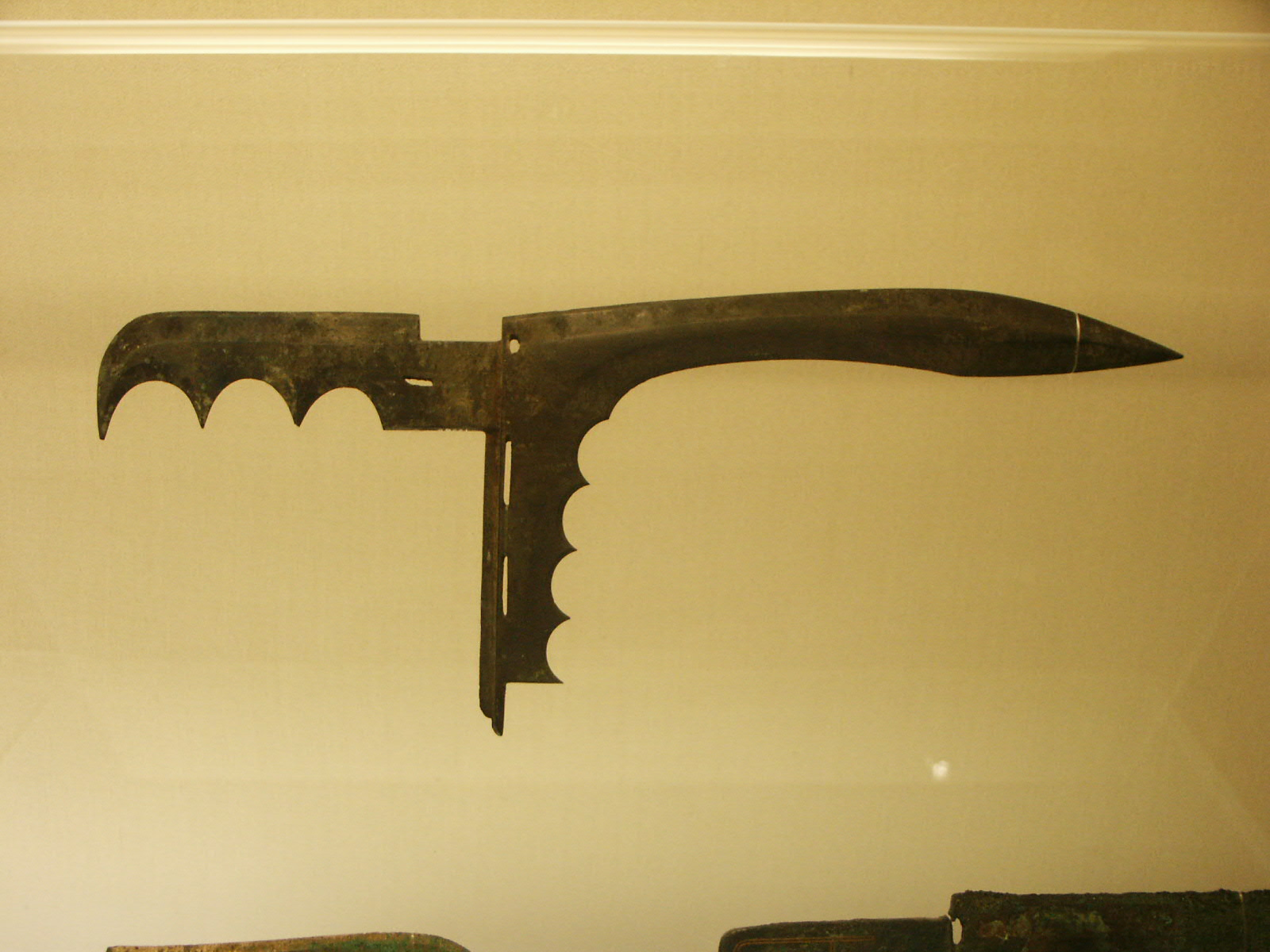
Gue de la época tardía de los  reinos combatientes. Museo de Shanghái.
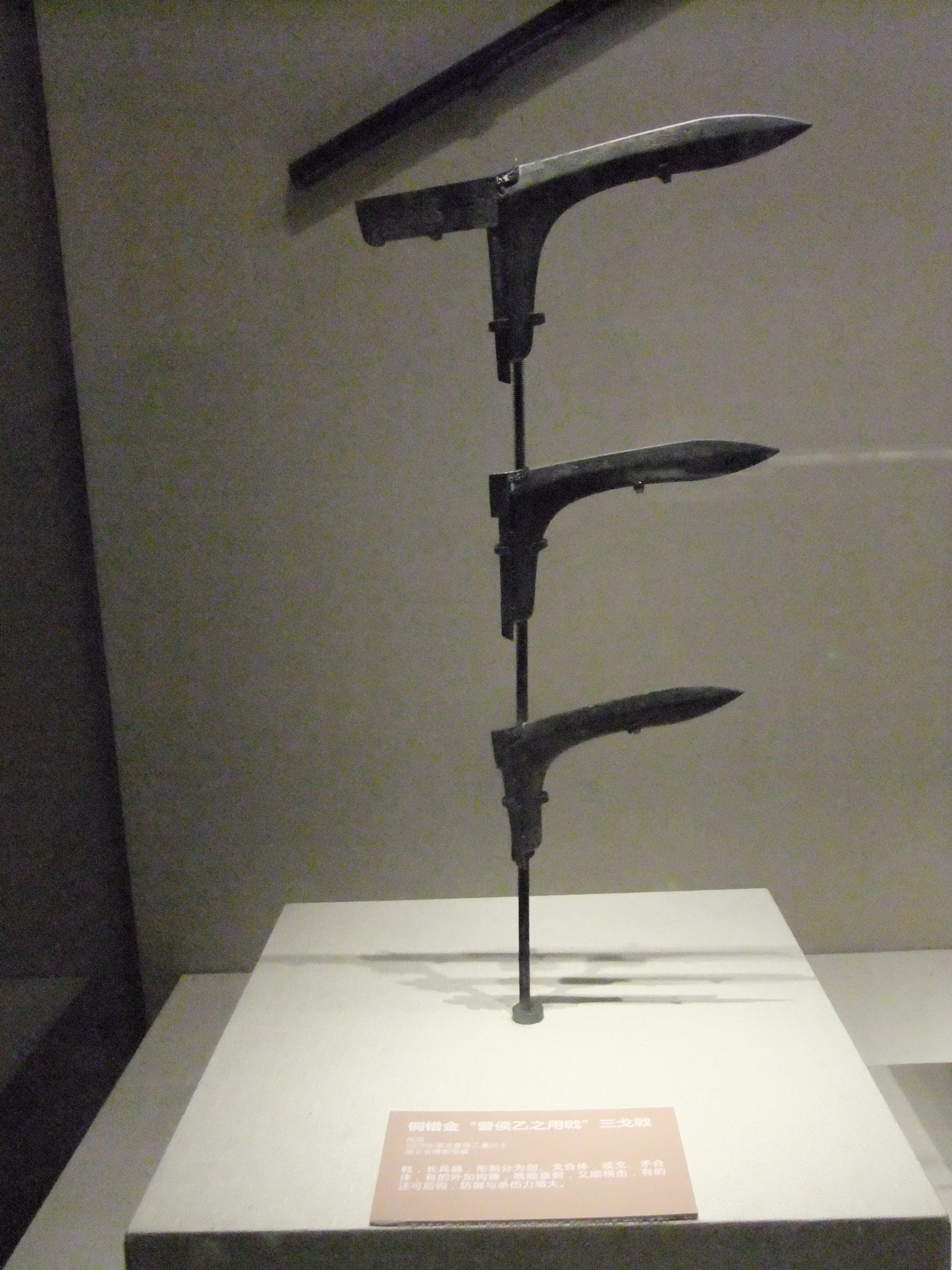
"Tridente" de bronce de la época de los  reinos combatientes.
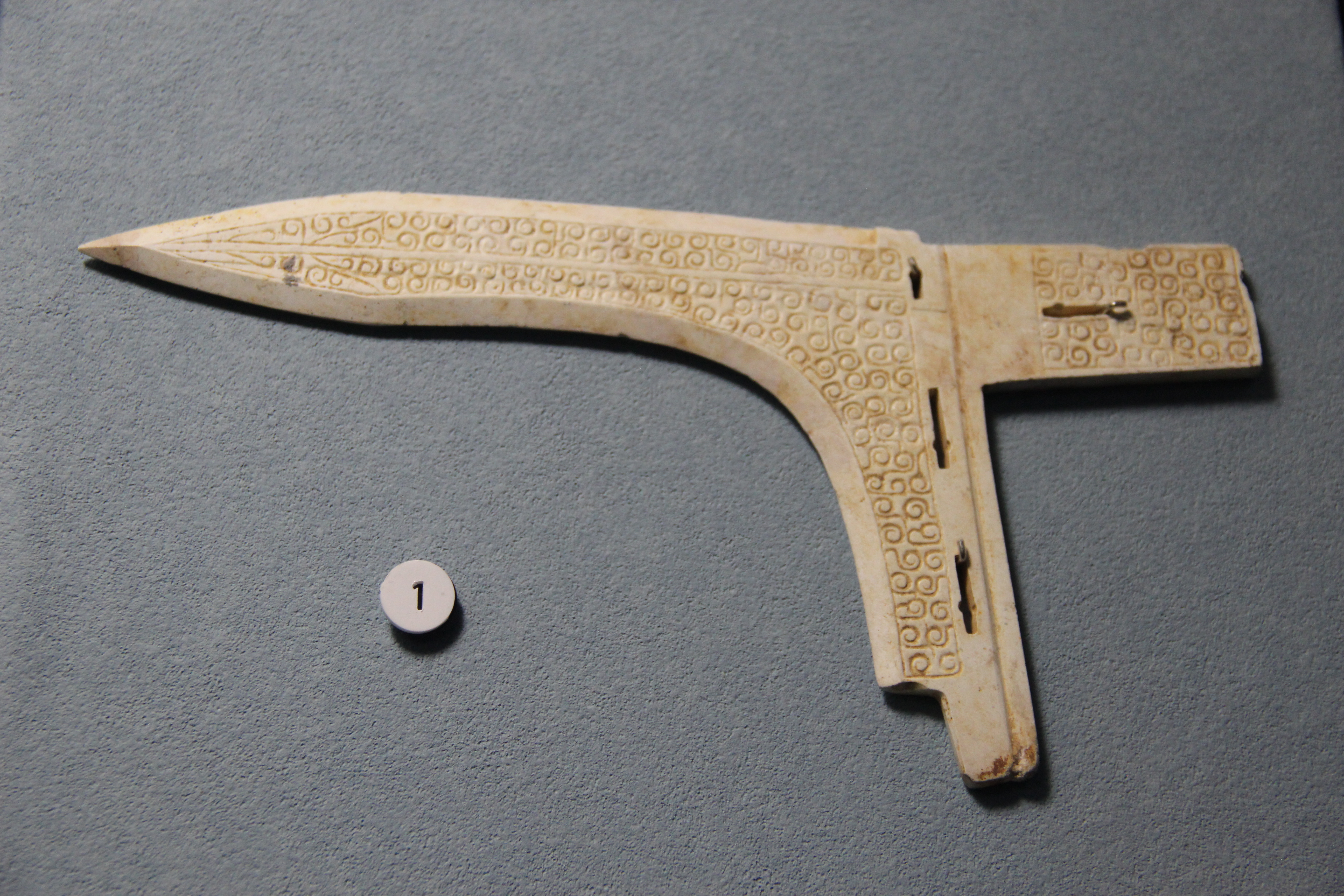
Gue de jade de la época de los  reinos combatientes.
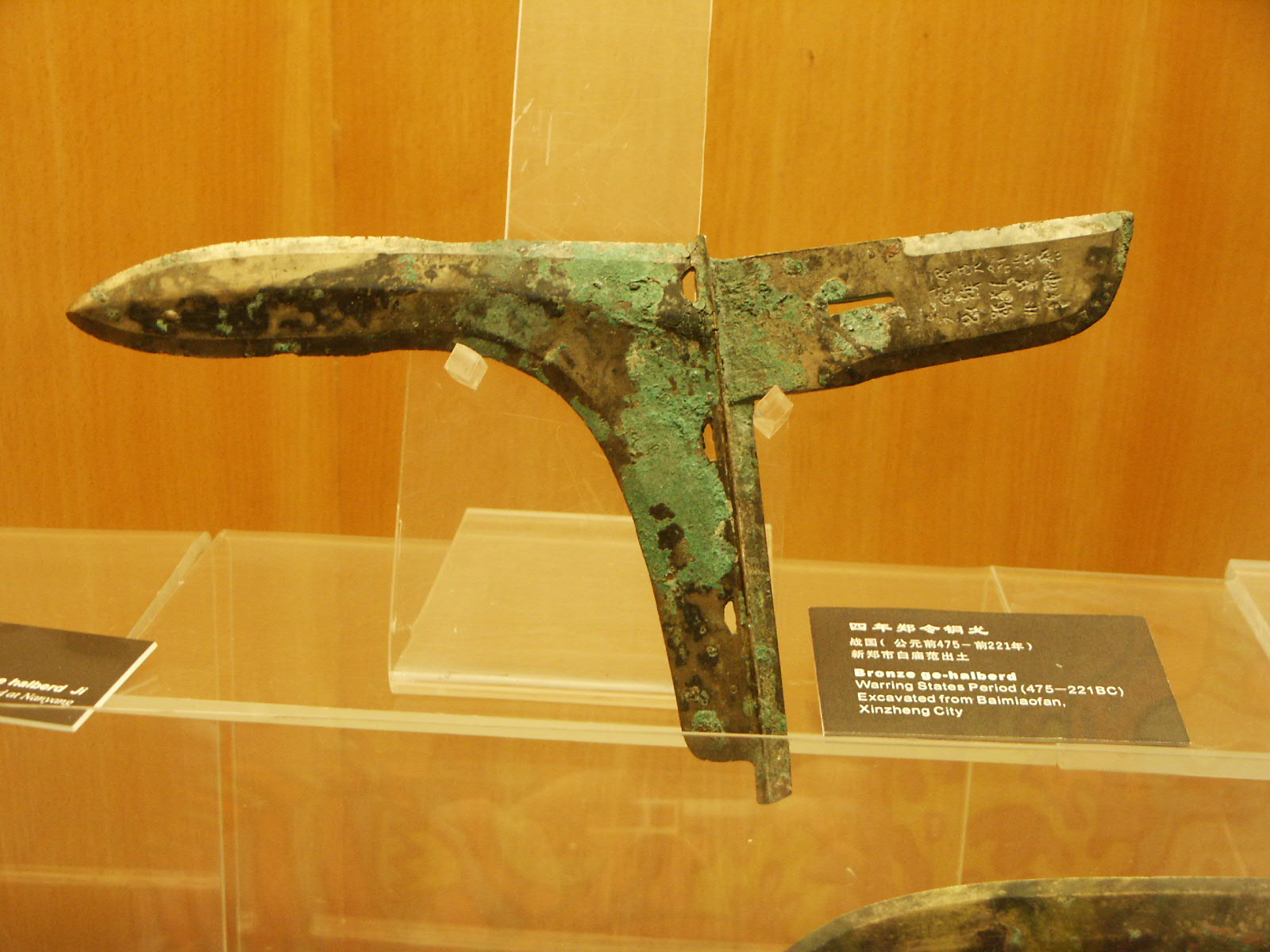
Gue de bronce de la época de los  reinos combatientes.
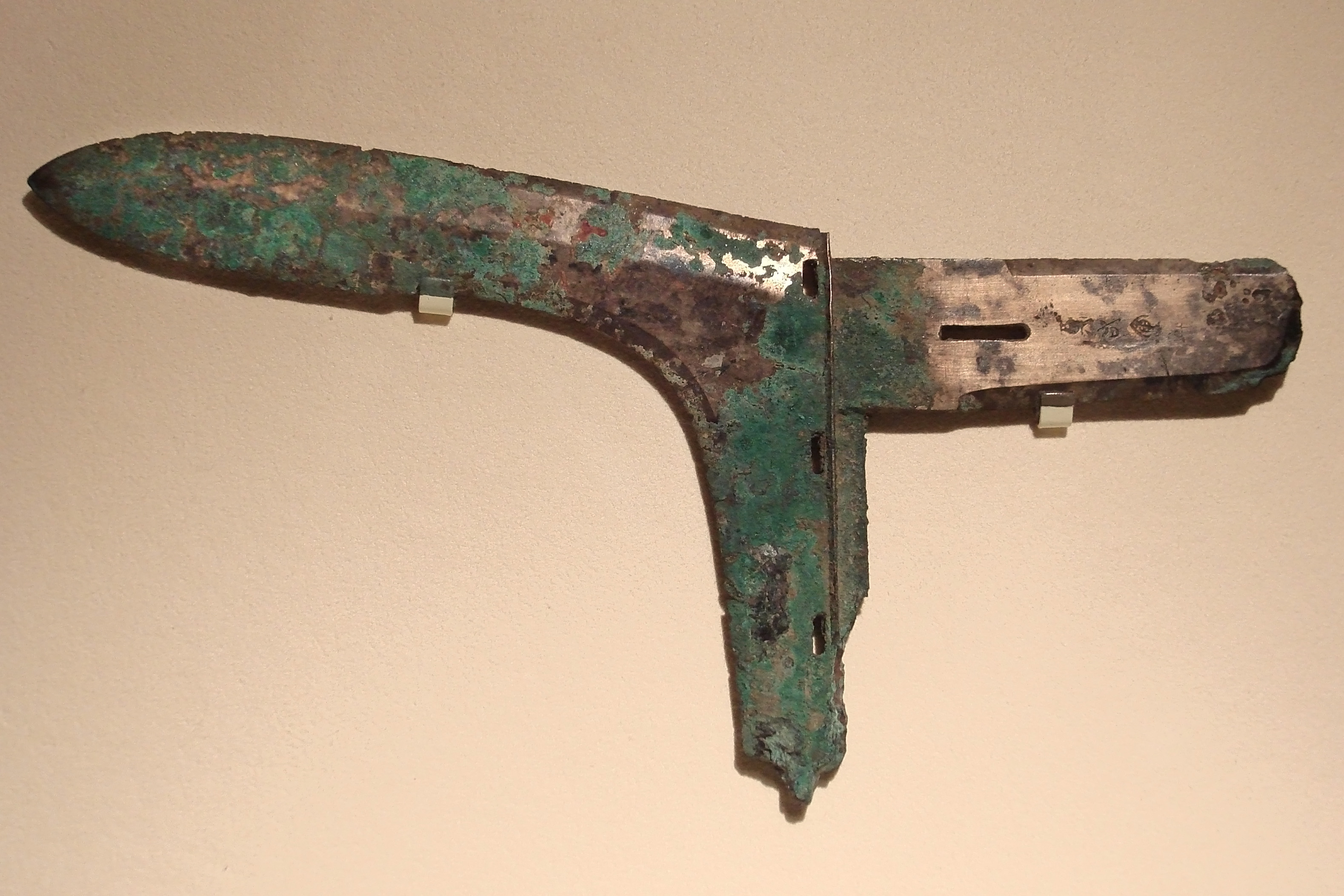
Gue de bronce. Museo canadiense de la Historia, exhibición Tesoros de la antigua China.

## Historia
El gue fue la primera arma china que no fue también una herramienta de agricultura o de caza (como el arco y flecha).
Sin punta superior para dar lanzadas, la daga-hacha fue usada en formaciones abiertas donde el usuario podía mover el asta a su alrededor y por los tripulantes de carros de guerra.
Su aparición en los campos de batalla de la China antigua precedió el uso de carros de guerra y formaciones densas de infantería.
Durante la dinastía Zhou la 'alabarda china' o ji (戟; pinyin: jǐ) gradualmente ganó prominencia. Esto se debió a su mayor versatilidad como arma, ya que añadía una moharra de lanza encima del asta de la gue. Posteriormente ambas moharras se fusionarían en una sola en el periodo de Primaveras y otoños. En la época Han, la gue había sido totalmente reemplazada por la jǐ.

## Hallazgos arqueológicos
Normalmente solo se halla la cabeza del arma debido a la descomposición del mango o la separación de ambos. 
Muchos ejemplares han sido hallados en forma de moharras ceremoniales de jade dentro de las tumbas de aristócratas. Frecuentemente se encuentran dentro de los sarcófagos, posiblemente como símbolos de autoridad y/o poder, o con finalidad ritual. A veces están en un hoyo excavado bajo el ataúd junto a una víctima sacrificada para guardar la tumba a modo de armamento para el guarda espiritual. Estos ejemplares de jade no parecen haber sido fabricados para su uso en combate, pero su forma imita fielmente la de las armas funcionales de bronce, incluso presentando la cresta central de la hoja que divide sus dos lados en cuatro mesas.
Algunas gue presentan una sección de chapa plana en su hoja que puede estar decorada y otras son de sección estelada, con un marcado nervio central que divide ambos lados de la hoja. 
Existen artefactos arqueológicos en forma de dagas-hacha pequeños que podrían haber sido usados como pendientes o colgantes.